# Radio Lindau
Radio Lindau war ein privater Hörfunksender aus Lindau. Radio Lindau sendete im Musikformat Euro-based AC für die Bodenseeregion im Dreiländereck zwischen Deutschland, Österreich und die Schweiz (Slogan: „Drei Länder, ein Sender“).
Radio Lindau wurde am 10. Dezember 1987 von der BLM lizenziert und nahm am 18. Dezember 1987 den Sendebetrieb auf der Sendefrequenz 103,6 MHz vom Sender Lindau-Hoyerberg auf. Ab Anfang der 1990er-Jahre sendete Radio Lindau zusätzlich für die Region Westallgäu auf der Frequenz 100,3 MHz vom Sender Weiler-Simmerberg, wechselte später aber auf die 92,7 MHz.
Bis zur Zulassung privaten Hörfunks in Österreich Ende der 1990er-Jahre war Radio Lindau insbesondere im österreichischen Grenzgebiet äußerst beliebt.

## Moderatoren und Redakteure
Bekannte Moderatoren und Redakteure von Radio Lindau waren Ingo Keano, Marc Hindelang, Pit Burger, Ulrich Stock, Sven Rautenberg, Rick Hölzl, Norbert Kolz, Thomas Bergert, Stefan Xander, Thorsten Kremers, Johannes Boos, Stefan Assfalg, Bertram Quadt, Tobias C. Bringmann (1988–1990), Axel Barton, Guido Ruf und Johannes Ott.

## Umbenennung inWelle Bodensee
Mitte Oktober 2001 wurde Radio Lindau in Welle Bodensee umbenannt. Welle Bodensee (Slogan: „Das Melodieradio“) sendete ein Musikprogramm aus Schlagern und Oldies.

## Übernahme durchRSA Radio
Im Mai 2002 genehmigt der BLM-Medienrat die Programmübernahme durch RSA Radio in Kempten und die Umbenennung in RSA Radio. Im ehemaligen Sendegebiet von Radio Lindau sendet RSA Radio heute wochentäglich ein zweistündiges Regionalfenster.